# Carpel

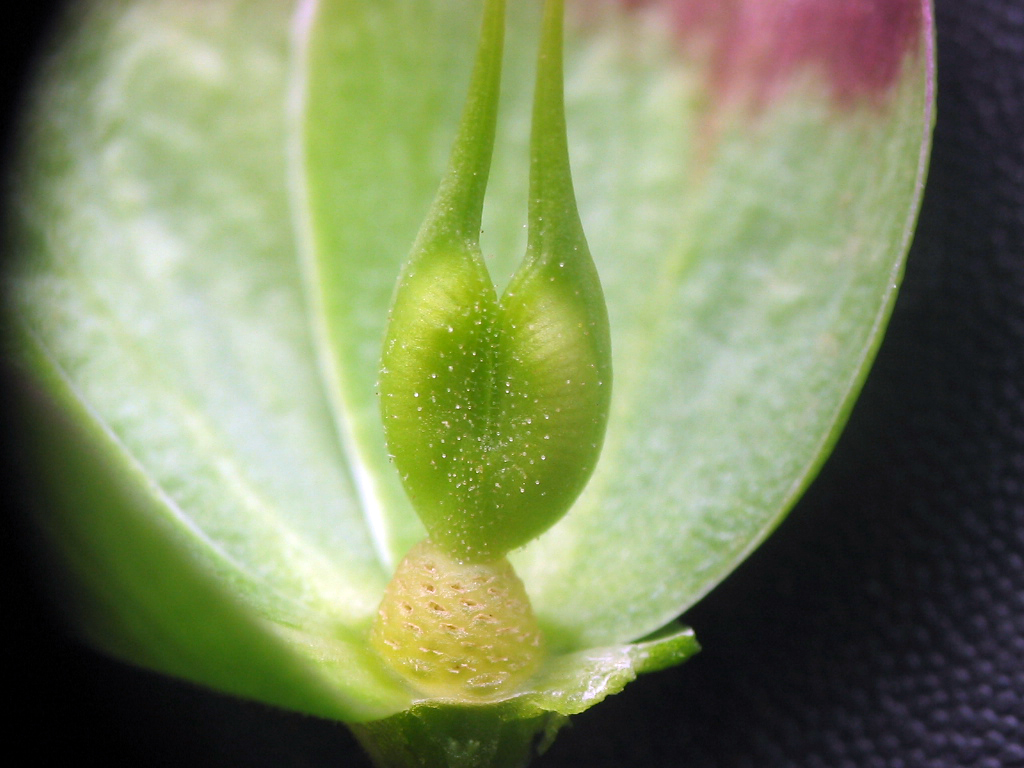
Fulles carpel·lars formant un gineceu apocàrpic en Helleborus

El carpel (del grec karpos, fruit) és l'òrgan femení bàsic de la flor que conté els primordis seminals.
Un pistil pot estar constituït per un sol carpel (monocarpel·lar o unicarpel·lar) o diversos (pluricarpel·lar o policarpel·lar). Quan estan soldats se'ls anomena sincàrpics i quan no ho estan es diu que són apocàrpics i aleshores cada carpel forma un ovari independent
En les gimnospermes el carpel és obert. En les angiospermes és una fulla que s'ha doblegat pel nervi mitjà i s'ha soldat per les vores per tal de formar un òrgan en forma de matràs, on el ventre correspon a l'ovari, el coll a l'estil i els llavis a l'estigma.